# Barboides gracilis
Barboides gracilis е вид лъчеперка от семейство Шаранови (Cyprinidae). Видът е уязвим и сериозно застрашен от изчезване.

## Разпространение
Разпространен е в Бенин, Екваториална Гвинея, Камерун и Нигерия.

## Описание
На дължина достигат до 1,8 cm.